# Аустрија на Европском првенству у атлетици у дворани 2017.
Аустрија је учествовала на 34. Европском првенству у дворани 2017 одржаном у Београду, Србија, од 3. до 5. марта. Ово је тридесет треће Европско првенство у атлетици у дворани од његовог оснивања 1970. године на којем је Аустрија учествовала. Пропустила је само 1977. Репрезентацију Аустрије представљало је 8 спортиста (4 мушкараца и 4 жене), који су се такмичили у 8 дисциплина (4 мушке и 4 женске).
На овом првенству Аустрија је освојила 1 медаљу, а оборен је 1 национални рекорд. Овим успехом Аустрија је у укупном пласману делила 18 место, од 26 земаља које су на овом првенству освојиле медаље. У табели успешности према броју и пласману такмичара који су учествовали у финалним такмичењима (првих 8 такмичара) Аустрија је са 3 учесника у финалу заузела 18 место са 15 бодова, од 36 земаља које су имале представнике у финалу.
| Плас. | Земља    | 1. место | 2. место | 3. место | 4. место | 5. место | 6. место | 7. место | 8. место | Бр. финал. - Бод. |
| ----- | -------- | -------- | -------- | -------- | -------- | -------- | -------- | -------- | -------- | ----------------- |
| 18.   | Аустрија | −        | 1−7      | −        | 1−5      | −        | 1−3      | −        | −        | 3−15              |

## Учесници
| Бр. | Дисциплина   | Мушкарци             | Жене                        | Укупно |
| --- | ------------ | -------------------- | --------------------------- | ------ |
| 1   | 60 м         | Маркус Фукс          | Штефани Бендрат             | 2      |
| 2.  | 3.000 м      | Андреас Војта        |                             | 1*     |
| 3.  | 60 м препоне |                      | Штефани Бендрат*            | 1*     |
| 4.  | Скок увис    |                      | Јекатерина Красовскиј       | 1      |
| 5.  | Троскок      | Јулијан Келерер      |                             | 1      |
| 6.  | Петобој      |                      | Ивона Дадић, Верена Прајнер | 2      |
| 7.  | Седмобој     | Доминик Дистелбергер |                             | 1      |
|     | Укупно (5)   | 4                    | 4                           | 8      |

## Освајачи медаља (1)

### Сребро (1)
- Ивона Дадић — петобој

## Резултати

### Мушкарци
| Атлетичар       | Дисциплина | Лични рекорд | Квалификације | Квалификације | Полуфинале           | Полуфинале           | Финале               | Финале       | Детаљи |
| Атлетичар       | Дисциплина | Лични рекорд | Резултат      | Место         | Резултат             | Место                | Резултат             | Место        | Детаљи |
| --------------- | ---------- | ------------ | ------------- | ------------- | -------------------- | -------------------- | -------------------- | ------------ | ------ |
| Маркус Фукс     | 60 м       | 6,69         | 6,84          | 6 у гр, 1     | Није се квалификовао | Није се квалификовао | Није се квалификовао | 22 / 25 (26) |        |
| Андреас Војта   | 3.000 м    | 7:55,83      | 7:56,52       | 6 у гр. 1 кв  |                      |                      | 8:09,18              | 10 / 21 (23) |        |
| Јулијус Келерер | троскок    | 16,04        | 16,33 ЛР      | 14            | Није се квалификовао | 14 / 17 (18)         |                      |              |        |

седмобој
| Дисциплина   | Доминик Дистелбергер | Доминик Дистелбергер | Доминик Дистелбергер | Доминик Дистелбергер | Доминик Дистелбергер | Доминик Дистелбергер |
| Дисциплина   | Лич. рек.            | Рез.                 | Бод.                 | Плас.                | Укупно бод.          | Пласман              |
| ------------ | -------------------- | -------------------- | -------------------- | -------------------- | -------------------- | -------------------- |
| 60 м         | 6,83                 | 6,94                 | 904                  | 2.                   |                      |                      |
| Скок удаљ    | 7,52                 | 7,38                 | 905                  | 7.                   | 1.809                | 4.                   |
| Бацање кугле | 13,70                | 13,55 ЛРС            | 701                  | 14.                  | 2.510                | 7.                   |
| Скок увис    | 2,02                 | 1,92                 | 731                  | 15.                  | 3.241                | 11.                  |
| 60 препоне   | 7,87                 | 7,80 ЛР              | 1.033                | 5.                   | 4.274                | 7.                   |
| Скок мотком  | 4,93                 | 5,10                 | 941 ЛР               | 4.                   | 5.215                | 5.                   |
| 1.000 м      | 2:41,01              | 2:42,32              | 848                  | 6.                   |                      |                      |
| Укупно       | 5.863                | -                    |                      |                      | 6.063                | 4 / 14 (15)          |

### Жене
| Атлетичарка           | Дисциплина   | Лични рекорд | Квалификације | Квалификације | Полуфинале            | Полуфинале            | Финале                | Финале                | Детаљи |
| Атлетичарка           | Дисциплина   | Лични рекорд | Резултат      | Место         | Резултат              | Место                 | Резултат              | Место                 | Детаљи |
| --------------------- | ------------ | ------------ | ------------- | ------------- | --------------------- | --------------------- | --------------------- | --------------------- | ------ |
| Штефани Бендарт       | 60 м         | 7,41         | 7,55          | 8. у гр. 3    | Није се квалификовала | Није се квалификовала | Није се квалификовала | 34 / 38 (39)          |        |
| Штефани Бендарт       | 60 м препоне | 18,13        | Диск.         | чл.162.7      | Није се квалификовала | Није се квалификовала | Није се квалификовала | Није се квалификовала |        |
| Јекатерина Красовскиј | скок увис    | 1,94         | 1,81          | 20            |                       |                       | Није се квалификовала | 20 / 21               |        |

Петобој

| Дисциплина   | Ивона Дадић | Ивона Дадић | Ивона Дадић | Ивона Дадић | Ивона Дадић | Ивона Дадић |
| Дисциплина   | Лич. рек.   | Резултат    | Бод.        | Плас.       | Укупно      | Плас.       |
| ------------ | ----------- | ----------- | ----------- | ----------- | ----------- | ----------- |
| 60 м препоне | 8,50        | 8,45 ЛР     | 1.028       | 5           |             |             |
| Скок увис    | 1,76        | 1,87 ЛР     | 1.067       | 3           | 2.095       | 2.          |
| Бацање кугле | 13,74       | 13,93 ЛР    | 789         | 9           | 2.884       | 2.          |
| Скок удаљ    | 6,39        | 6,41 ЛР     | 987         | 1           | 3.862       | 2.          |
| 800 м        | 2:13,53     | 2:14,13     | 905         | 3           |             |             |
| Петобој      | 4.748       |             |             |             | 4.767 НР    |             |

| Дисциплина   | Верена Прајнер | Верена Прајнер | Верена Прајнер | Верена Прајнер | Верена Прајнер | Верена Прајнер |
| Дисциплина   | Лич. рек.      | Резултат       | Бод.           | Плас.          | Укупно         | Плас.          |
| ------------ | -------------- | -------------- | -------------- | -------------- | -------------- | -------------- |
| 60 м препоне | 8,44           | 8,45           | 1.028          | 5              |                |                |
| Скок увис    | 1,72           | 1,72           | 879            | 12             | 1.907          | 11.            |
| Бацање кугле | 14,65          | 14,14          | 803            | 7              | 2.710          | 8.             |
| Скок удаљ    | 6,06           | 5,86           | 807            | 10             | 3.517          | 9.             |
| 800 м        | 2:11,21        | 2:10,26 ЛР     | 961            | 1              |                |                |
| Петобој      |                |                |                |                | 4.787          | 6 / 15         |